# Stiftung für Höhere Studien Comfanorte

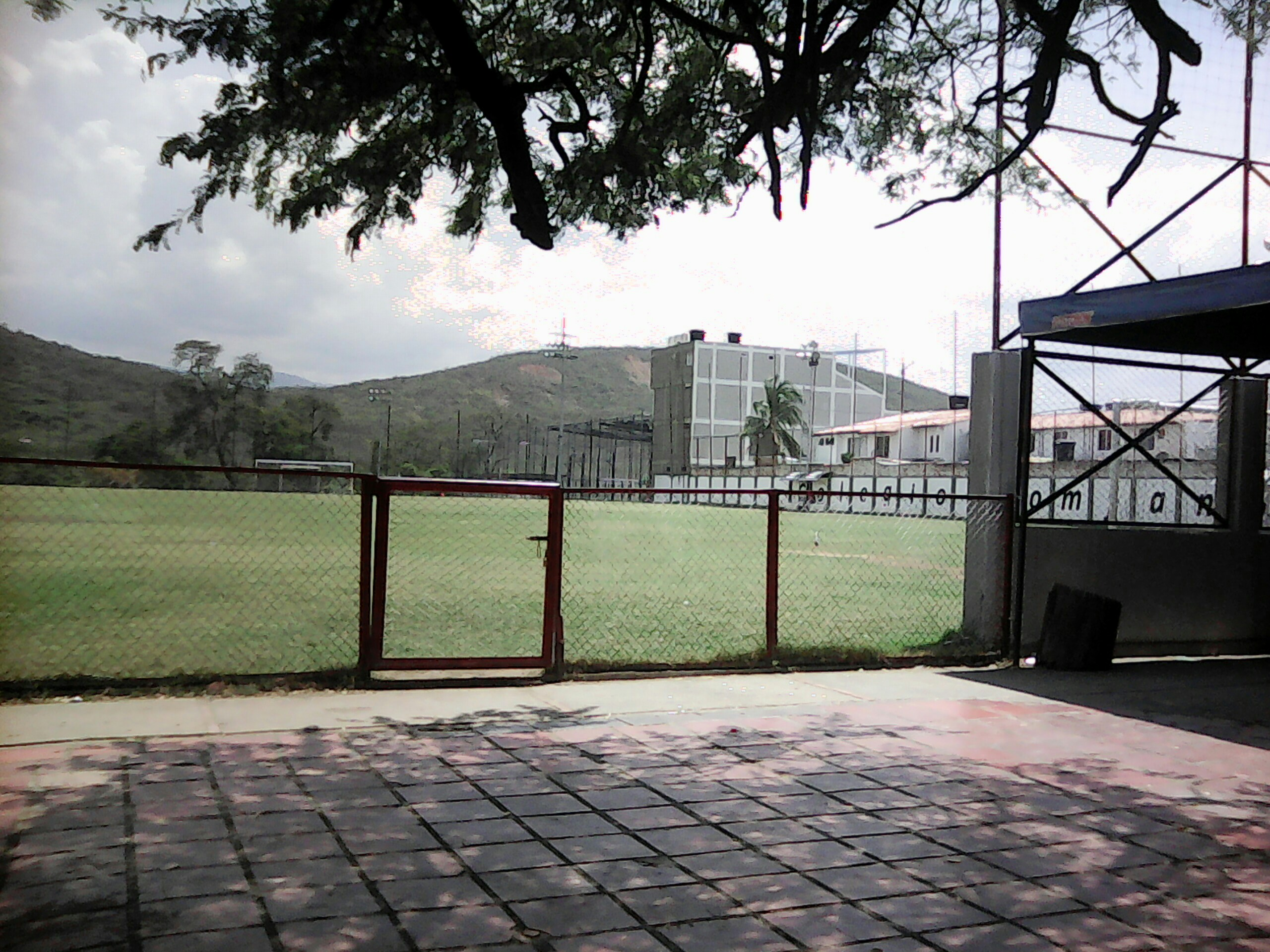
Campus der FESC (2016)

Die Universität FESC (offiziell spanisch Fundación de Estudios Superiores Comfanorte, übersetzt «Stiftung für Höhere Studien Comfanorte») allgemein bekannt einfach als FESC, ist eine kolumbianische Universität mit der Rechtsform der Stiftung. Am 23. August 1995 begann sie ihre akademische Tätigkeit in der Stadt Cúcuta im Departamento de Norte de Santander.
Die Institution verfügt über 8 Studiengänge, 44 Diplom-Programme, 2 Spezialisierungen und 7 Master-Studiengänge für insgesamt 61 akademische Studiengänge sowie über zahlreiche Forschungsgruppen.
Die Universität beherbergt die einzige professionelle Fakultät für Grafikdesign in der Region, mehrere Forschungsgruppen und einen modernen Campus für die akademischen Aktivitäten ihrer Studenten. Darüber hinaus bestehen verschiedene institutionelle Vereinbarungen mit Hochschuleinrichtungen und nationalen Universitäten. Es bestehen auch mehrere interinstitutionelle Vereinbarungen mit Universitäten in Mexiko, Argentinien, Niederlande, Spanien, Brasilien, China, und anderen Ländern.

## Geschichte
Die FESC wurde am 23. August 1995 von der Verwaltungsgruppe des Nördlichen Familienfonds von Santander Comfanorte gegründet, um den Begünstigten einen größeren Mehrwert zu bieten. Mit der Resolution 04172 des Ministeriums für Nationale Bildung über das ICFES für Rechtsstatus wurde der FESC ermächtigt, Bildungsmaßnahmen einzuleiten.

## Fakultäten
| Undergraduate | Undergraduate |
| Fakultät | Programme |
| --- | --- |
| Fakultät für Verwaltungswissenschaften | Finanzmanagement Unternehmenslogistik Tourismus und Hotelmanagement Internationale Betriebswirtschaft |
| Fakultät für Kunst und Design | Grafikdesign Modedesign |
| Fakultät für Ingenieurwissenschaften | Softwareentwickler Netzwerktechnik |
| Postgraduierter | |
| Akademischer Grad | Bereich |
| Diplom-Programme | Sehen Diplom-Programme |
| Spezialisierungen | Verwaltung der gesundheitlichen Versorgung Bildungsmanagement |
| Master-Studiengänge | Pädagogik Betriebswirtschaft Internationale Geschäfte Global Marketing Verwaltung von Informationssystemen und Technologieprojekte Verwaltung der virtuellen Bildung Projekte der nachhaltigen Entwicklung          |
| Technische und technologische Programme | |
| Technische | Technologischen |
| Aktivitäten im Bereich Tourismus Graphische Herstellung Netzwerkinstallation Logistische Operationen Rechnungslegungsverfahren Marketing Zollverfahren Modedesign Prozesse | Dienstleistungen des Tourismus und Hotelwohlfahrt Werbedesign Netzwerkverwaltung Unternehmenslogistik Internationale Geschäftsleitung Finanzverwaltung Internationales Management des Handels Modedesign Verwaltung |